# Witu (ort)
Witu är en ort i Kenya.   Den ligger i länet Lamu, i den sydöstra delen av landet, 400 km öster om huvudstaden Nairobi. Witu ligger 16 meter över havet och antalet invånare är 5 380.
Terrängen runt Witu är mycket platt. Runt Witu är det ganska glesbefolkat, med 31 invånare per kvadratkilometer. Witu är det största samhället i trakten. Omgivningarna runt Witu är en mosaik av jordbruksmark och naturlig växtlighet.